# Jagatsinghpur
Jagatsinghpur est une ville indienne située dans le district de Jagatsinghpur dans l’État de l'Odisha. En 2011, sa population était de 51 688 habitants.
Jagatsinghapur se situe à 20,27°N 86,17°E . Son altitude moyenne est de 15 mètres (49 pieds).
Le district de Jagatsinghpur a été créé le 1er avril 1993. Auparavant, il faisait partie de l'ancien district de Cuttack, lui-même divisé en quatre nouveaux districts. Il est entouré des districts de Kendrapara, Cuttack , Puri et Bay of Bengal.

## Source de la traduction
- (en) Cet article est partiellement ou en totalité issu de l’article de Wikipédia en anglais intitulé « Jagatsinghpur » (voir la liste des auteurs).